# Стрижевка (Любарский район)
Стри́жевка (укр. Стрижівка) — село на Украине, находится в Любарском районе Житомирской области.
Код КОАТУУ — 1823186601. Население по переписи 2001 года составляет 1490 человек. Почтовый индекс — 13131. Телефонный код — 4147. Занимает площадь 20,692 км².

## Адрес местного совета
13131, Житомирская область, Любарский р-н, с.Стрижевка, ул.Ленина, 34